# سنجوتسو
| بررسی جمعی      | بررسی جمعی |
| منبع            | رتبه‌بندی   |
| --------------- | ---------- |
| انی‌دیسنت‌میوزیک؟ | ۷٫۹/۱۰     |
| متاکریتیک       | ۸۳/۱۰۰     |
| بررسی انتقادی   |            |
| منبع            | رتبه‌بندی   |
| آل‌میوزیک        | [ ۷ ]      |
| Classic Rock    | [ ۸ ]      |
| گاردین          | [ ۹ ]      |
| ایندیپندنت      | [ ۱۰ ]     |
| کرنگ!           | ۴/۵        |
| متال همر        | [ ۱۲ ]     |
| MetalSucks      | [ ۱۳ ]     |
| پیچفورک         | ۷٫۴/۱۰     |
| پاپ‌مترز         | ۸/۱۰       |
| رولینگ استون    | [ ۱۶ ]     |

سنجوتسو (ژاپنی: 戦術، «تاکتیک») هفدهمین آلبوم استودیویی گروه هوی متال انگلیسی آیرن میدن است که در ۳ سپتامبر ۲۰۲۱ منتشر شد. این نخستین آلبوم آن‌ها در شش سال گذشته بود و با موفقیت هنری و تجاری روبه‌رو شد. دو تک‌آهنگ «نوشته روی دیوار» و «استراتگو» برای تبلیغ آلبوم منتشر شدند.
سنجوتسو پس از کتاب ارواح در سال ۲۰۱۵، نخستین آلبوم استودیویی گروه در شش سال گذشته است که نشان‌دهندهٔ طولانی‌ترین فاصله بین دو آلبوم استودیویی آیرن میدن است. این همچنین دومین آلبوم دوگانه آن‌ها و نخستین آلبوم استودیویی آن‌ها پس از پاوراسلیو در سال ۱۹۸۴ است که گیتاریست دیو موری هیچ مشارکتی در ترانه‌سرایی نداشته است. این آلبوم همچنین اولین آلبوم از زمان Virtual XI (1998) است که چندین ترانه دارد که بیسیست استیو هریس به تنهایی نوشته است.
این اثر که در ۳ سپتامبر ۲۰۲۱ منتشر شد، با واکنش مثبت اکثر طرفداران و منتقدان موسیقی مواجه شد و در نهایت به صدر جدول پرفروش‌ترین‌های ۲۷ کشور رسید.